# Amsterdam-Zuidoost
Amsterdam-Zuidoost è uno stadsdeel di Amsterdam. Ha una popolazione di 84.811 persone e si estende su 22,08 km². Il territorio di questo stadsdeel costituisce un'exclave per il comune di Amsterdam, essendo completamente staccato dal resto della capitale olandese.

## Quartieri dello stadsdeel di Amsterdam-Zuidoost
| Immagine | Nome         | Mappa |
| -------- | ------------ | ----- |
|          | Amstel III   |       |
|          | Bullewijk    |       |
|          | Bijlmermeer  |       |
|          | Driemond     |       |
|          | Gaasperdam   |       |
|          | Venserpolder |       |